# رينيه كون
رينيه كون (بالفرنسية: René Kohn)‏ هو سباح لوكسمبورغي، ولد في 16 يونيو 1933 في ديكيرش في لوكسمبورغ، وتوفي في 18 يوليو 1989.

## روابط خارجية
- رينيه كون على موقع الاتحاد الدولي للسباحة (الإنجليزية)
- رينيه كون على موقع اللجنة الأولمبية الدولية (الإنجليزية)
- رينيه كون على موقع أوليمبيديا (الإنجليزية)